# Szigliget
Szigliget is een dorp in Hongarije aan de noordoever van het Balatonmeer. Het ligt op ongeveer 10 km ten westen van de Badacsony en 18 km ten oosten van Keszthely. 
200 jaar geleden was Szigliget nog een eiland (szig(et) = eiland), maar door de noordzijde met het vasteland te verbinden maakte men aan het geïsoleerde bestaan een einde.
De boerenhuizen in het dorp vallen onder monumentenzorg. Het geel-witte slot met drie witte zuilen is een vakantieverblijf voor schrijvers en dichters. Het bijbehorende park is 10 ha groot.
Evenals de Badacsonyheuvel en de wijngaarden op de hellingen was het in bezit van de bekende adellijke familie Eszterházy. 

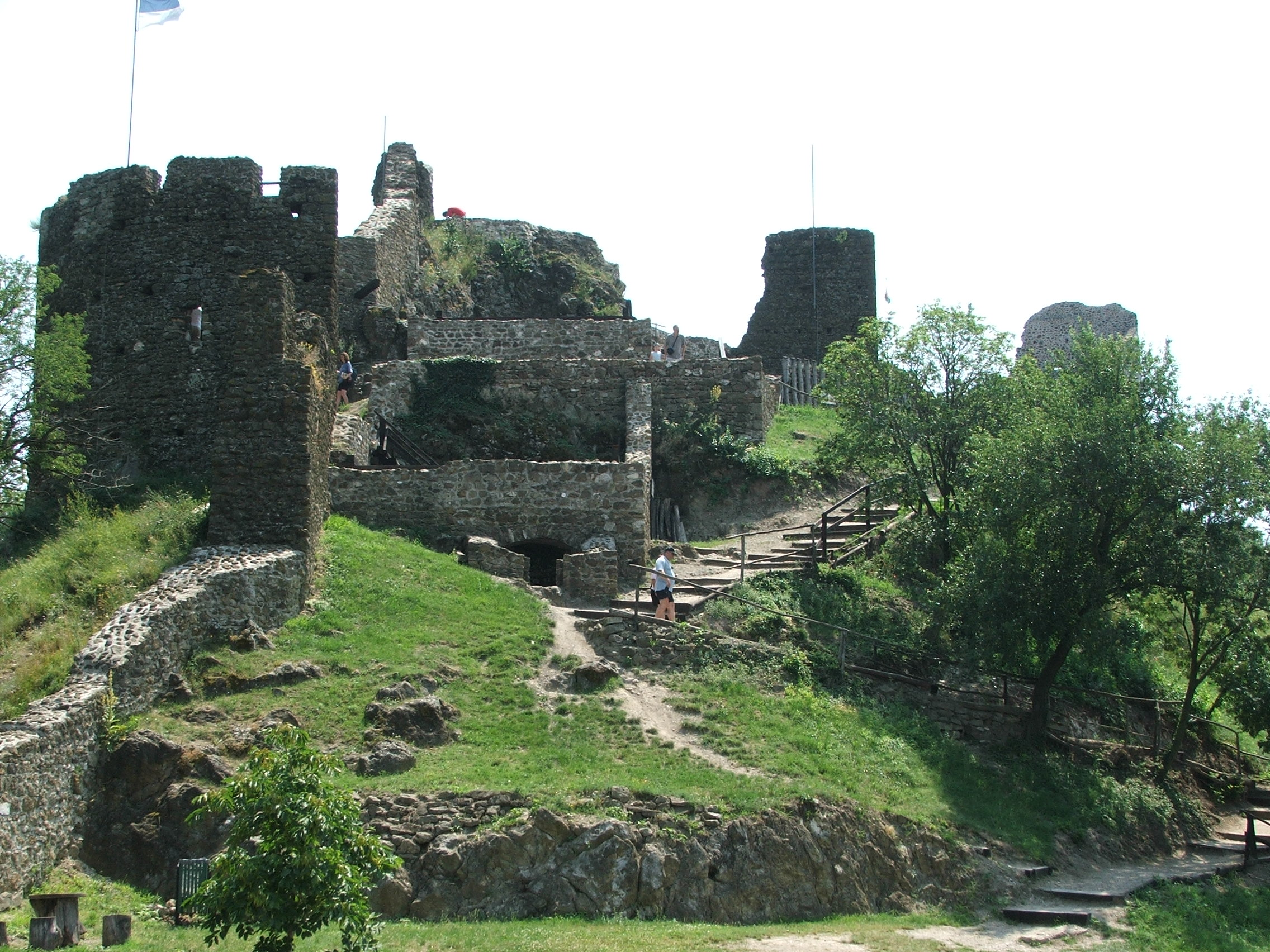
kasteel

Ouder dan dit kasteel uit de 19e eeuw, is de burcht die in de 13e eeuw werd gebouwd en waarin zich nu een restaurant bevindt.
De weg naar de burcht begint achter de 18e-eeuwse barokke kerk. Tussen de wijngaarden op de heuvels staan de witgekalkte vroegere wijnpershuizen.
De baai van Szigliget geldt als een van de mooiste van het Balatonmeer en heeft dan ook de naam Gouden Schelp (Aranykagyló).